# جبن الماعز
جبن الماعز نوع من أنواع الجبن يصنع من لبن الماعز يتميز برطوبة عالية وأحماض قليلة.

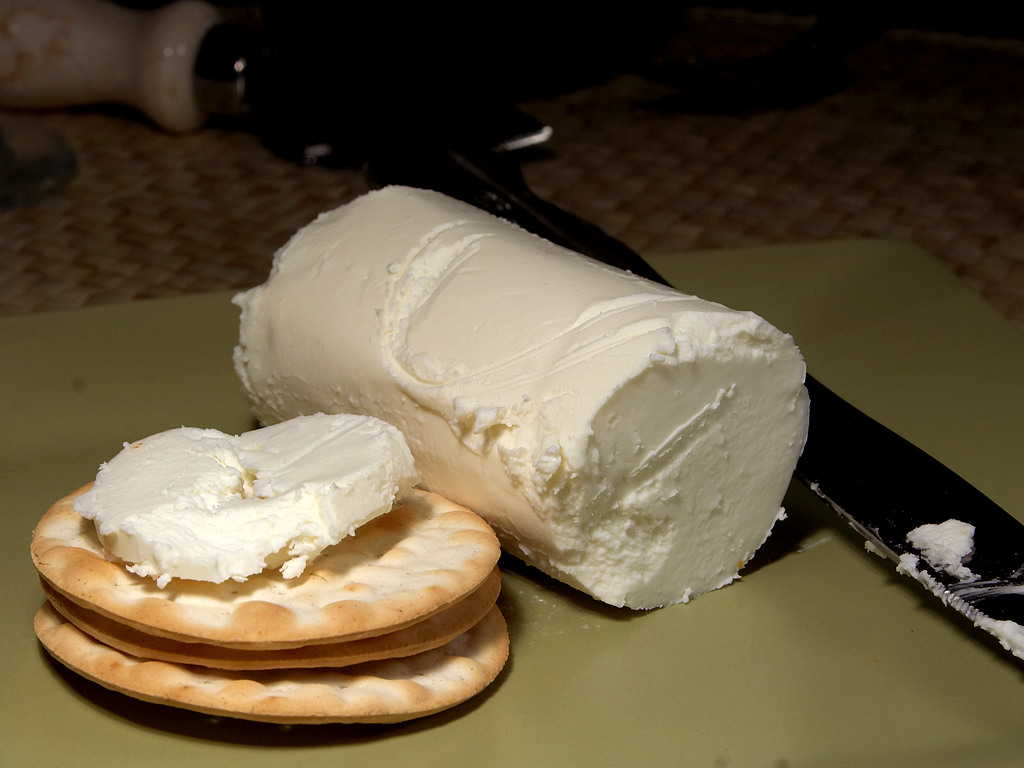
جبن الماعز

جبن الماعز من أقدم الأجبان على وجه الأرض،

## أصل الجبن
تتواجد الماعز في المناطق المحيطة بالبحر الأبيض المتوسط، حيث تنتشر بكثرة في جميع بلدانها وخصوصاً في بلاد الشام وتركيا وإيطاليا
وإسبانيا وفرنسا وكذلك دول البلقان. يختلف الطعم على حسب العمر والأصل ونسبة حليب الماعز مع غيره من الحليب.

## مكونات جبن الماعز
ليس لجبن الماعز طعم مميز فحسب بل يحتوي أيضا على مكونات صحية فهو غني بالبروتينات والفيتامينات كفيتامين A، ووالأملاح المعدنية الهامة كالكالسيوم والمغنيسيوم والبوتاسيوم. يعتبر محتوى الكالسيوم في جبن الماعز الأعلى بالمقارنة مع باقي الأجبان، ويساعد في عدم تخثر الدم كما يقوي الجهاز العصبي والعظام في الجسم.
كلما ازدادت صلابة جبن الماعز كلما ازداد فيه محتوى الكالسيوم يمكن للجميع التمتع بتناول جبن الماعز دون أي حذر أو بضمير مرتاح، جبن الماعز يحتوي على أخفض معدل للسعرات الحرارية بالمقارنة مع باقي الأجبان.
يحتوي حليب الماعز على كميات أقل من الدهون وعلى اللاكتوز أو سكر الحليب بالمقارنة مع حليب البقر، مما يجعل تناوله أسهل
وأفضل بالنسبة للأشخاص الذين يعانون من عدم تحمل اللاكتوز. بالإضافة إلى ذلك يساعد المحتوى العالي من الأحماض الدهنية
محتوى جبن الماعز من الماء مرتفع وهي قابلة للدهن ولذلك يمكن الاعتماد عليها لصنع الشطائر والحشوات الصحية كما يمكن إضافتها للسلطات والحلويات.